# Tramway de Seattle
Le tramway de Seattle (ou Seattle Streetcar Network) est le réseau de tramways de la ville de Seattle, aux États-Unis., Il comporte deux lignes South Lake Union Streetcar ouverte en 2007, et First Hill Streetcar ouverte en 2016.